# Elecciones generales de Alderney de 2006
Elecciones generales tuvieron lugar en Alderney el 25 de noviembre de 2006 de acuerdo con las reglas electorales en Alderney. Todos los cinco miembros electos fueron independientes.

## Resultados
| Candidatos                | Votos |
| ------------------------- | ----- |
| Colin Williams (Electo)   | 654   |
| Ian Tugby (Electo)        | 627   |
| Richard Willmott (Electo) | 461   |
| Liz Bennett (Electo)      | 424   |
| Richard Cox (Electo)      | 352   |
| Jeremy Sanders            | 319   |
| John Postlethwaite        | 294   |